# رالف بيرجمان
رالف بيرجمان (بالألمانية: Ralph Bergmann)‏ (26 مايو 1970 في ألمانيا - ) هو لاعب كرة طائرة ألمانيا في مركز وسط ‏. شارك في الألعاب الأولمبية الصيفية 2008.

## وصلات خارجية
- رالف بيرجمان على موقع قاعدة بيانات الكرة الطائرة الشاطئية (الإنجليزية)
- رالف بيرجمان على موقع عالم الكرة الطائرة (الإنجليزية)
- رالف بيرجمان على موقع أوليمبيديا (الإنجليزية)